# Словения
Република Словения (на словенски: Slovenija) е държава в южната част на Централна Европа. Граничи с Италия на запад, Адриатическо море на югозапад, Хърватия на юг и изток, Унгария на североизток и Австрия на север. Територията на страната е 20 273 km2 и има население от около 2,1 млн. души. Словения е парламентарна република и е член на ЕС и НАТО. Словения е сред основателките на Инициатива „Три морета“ през 2016 г. До 1991 г. Словения е една от съставните републики на СФР Югославия.

## История
Първата държава на словенците – Карантания, е образувана през VII век. През 745 г. тя губи своята самостоятелност и пада под властта на франките. През XIV век територията на съвременна Словения попада под властта на Хабсбургите, а впоследствие влиза в състава на Австро-Унгария. Повече от 1200 години словенците нямат независимост. Съвременната словенска държава възниква на 25 юни 1991 г., след десетдневна война и разпад на Югославия.

## География
Словения се слави с една от най-красивите пещери в Европа – „Постойна“ („Postojnska Jama“). От 1818 до 2003 г. вкл. пещерата е посетена от над 30 000 000 посетители.

## Държавно устройство
Словения е република с държавен глава – президент, избиран чрез общо, пряко и тайно гласуване за срок от 5 години. Изпълнителната власт се осъществява от президента и правителството (министерския кабинет), което се назначава от Държавно събрание. Законодателен орган е двукамарен парламент, състоящ се от Държавно събрание (Državni zbor Republike Slovenije), натоварен с повече функции, и Държавен съвет (Državni svet Republike Slovenije). Деветдесетчленното Държавно събрание се избира пряко, по едно място е запазено за италианското и унгарското малцинства. Четиридесетчленният Държавен съвет (изпълняващ ролята на горна камара на парламента) е съставен от пряко избирани председатели на общински, държавни, професионални и местни организации, и има ограничени съвещателни и контролни функции. Държавното събрание се избира през четири години, Държавният съвет – през пет.

## Административно деление
Словения е разделена на 210 общини. Единадесет от тях имат главен град (местна община). За статистическите показания общините са събрани в дванадесет статистически региона. Подготвя се създаването на дванадесет или четиринадесет региона.

## Население
Население:
Населението на Словения към началото на 2019 г. наброява 2 084 301 души.
Етнически състав:
- Словенци (87,9%)
- Хървати (2,8%)
- Сърби (2,4%)
- Бошняци (1,4%)
- Унгарци (0,4%)
- Черногорци (0,2%)
- Македонци (0,2%)
- Албанци (0,2 %)
- Италианци (0,2%)
- Други (4,4%)

Средната гъстота на населението е 95 д/km². Приблизително половината от жителите живеят в градовете.
Официалният език е словенският. Унгарският и италианският език имат статус на официални в граничните области с Унгария и Италия.

## Икономика
Словения е развита страна и по БВП на глава от населението е на първо място сред славянските държави. Почти 2/3 от работоспособното население е заето в сферата на услугите и почти 1/3 в промишлеността и строителството.
Днес Словения е най-богата от страните, които през 1990-те преминават от планова към пазарна икономика. Присъединява се към Европейския съюз през 2004 г. и приема еврото в началото на 2007 г., което допринася за големия икономически растеж. Сегашният БВП на глава от населението е 84%, което е средното ниво за ЕС. Въпреки че Словения при прехода преминава през сложен и рисков път, благодарение на тогавашните си политици и икономисти успешно се интегрира икономически с Европа и сега е най-богатата страна от бившите югославски републики.

## Култура

### Филателия на Словения
Първата словенска пощенска марка излиза на 26 юни 1991 г. Тя е издадена по повод независимостта на Словения. На нея е изобразен парламентът на Словения. Тиражът ѝ е бил около 2 000 000 броя и е струвала 5 динара. На 26 декември излиза серия от марки с герба на Словения. През 1992 г. словенската поща издава няколко серии с пощенски марки, като тази по случай XXV летни олимпийски игри в Барселона. От 18 февруари 1993 г. до 2000 г. излиза серия от марки, изобразяващи културното наследство на Словения.

## Други
- Комуникации в Словения
- Транспорт в Словения
- Въоръжени сили на Словения
- Външна политика на Словения